# Parasophronica bremeri
Parasophronica bremeri är en skalbaggsart som beskrevs av Stefan von Breuning 1982. Parasophronica bremeri ingår i släktet Parasophronica och familjen långhorningar. Inga underarter finns listade i Catalogue of Life.